# Poarta Albă
Poarta Albă község Constanța megyében, Dobrudzsában, Romániában. A hozzá tartozó település Nazarcea. Nevének jelentése: fehér kapu.

## Fekvése
A település az ország délkeleti részén található, Konstancától huszonhárom kilométerre nyugatra, Medgidiától tizenöt kilométerre délkeletre, a Duna–Fekete-tenger csatorna bal partján.

## Története
A települést 1812 körül alapította néhány török és tatár család, törökül Alakapı néven (románul: Alakap). 1838-as orosz térképek tanúsága szerint az orosz-török háború során a falu elpusztult. Grigore Danescu román geográfus 1897-es „Constanța megye földrajzi, statisztikai és történelmi szótára” (románul: Dictionarul geografic, statistic și istoric al judetului Constanța) több néven is említi a települést: Alacapa, Alacap vagy Alacapo.
Mai nevét 1930-ban kapta. A település életében nagy jelentőséggel bírt az 1950 és 1953 között elkezdett Duna–Fekete-tenger csatorna építése, melyet 1984. május 26-án adtak át a hajóforgalomnak. 2000. szeptember 29-én avatták fel a csatorna építéséhez idehozott politikai foglyok emlékoszlopát. Az 1950-es években Poarta Albă területen működő fogolytáborban több mint 12.000 politikai elítéltet kényszerítettek rabmunkára.

## Lakossága
A nemzetiségi megoszlás a következő:
| 2002      | 2002 | 2002   |
| --------- | ---- | ------ |
| Románok   | 4660 | 97,28% |
| Tatárok   | 59   | 1,23%  |
| Törökök   | 46   | 0,96%  |
| Romák     | 10   | 0,20%  |
| Magyarok  | 9    | 0,18%  |
| Lipovánok | 4    | 0,08%  |
| Németek   | 1    | 0,02%  |
| Görögök   | 1    | 0,02%  |
| Összesen  | 4790 | 100,0% |